# Kratertelling

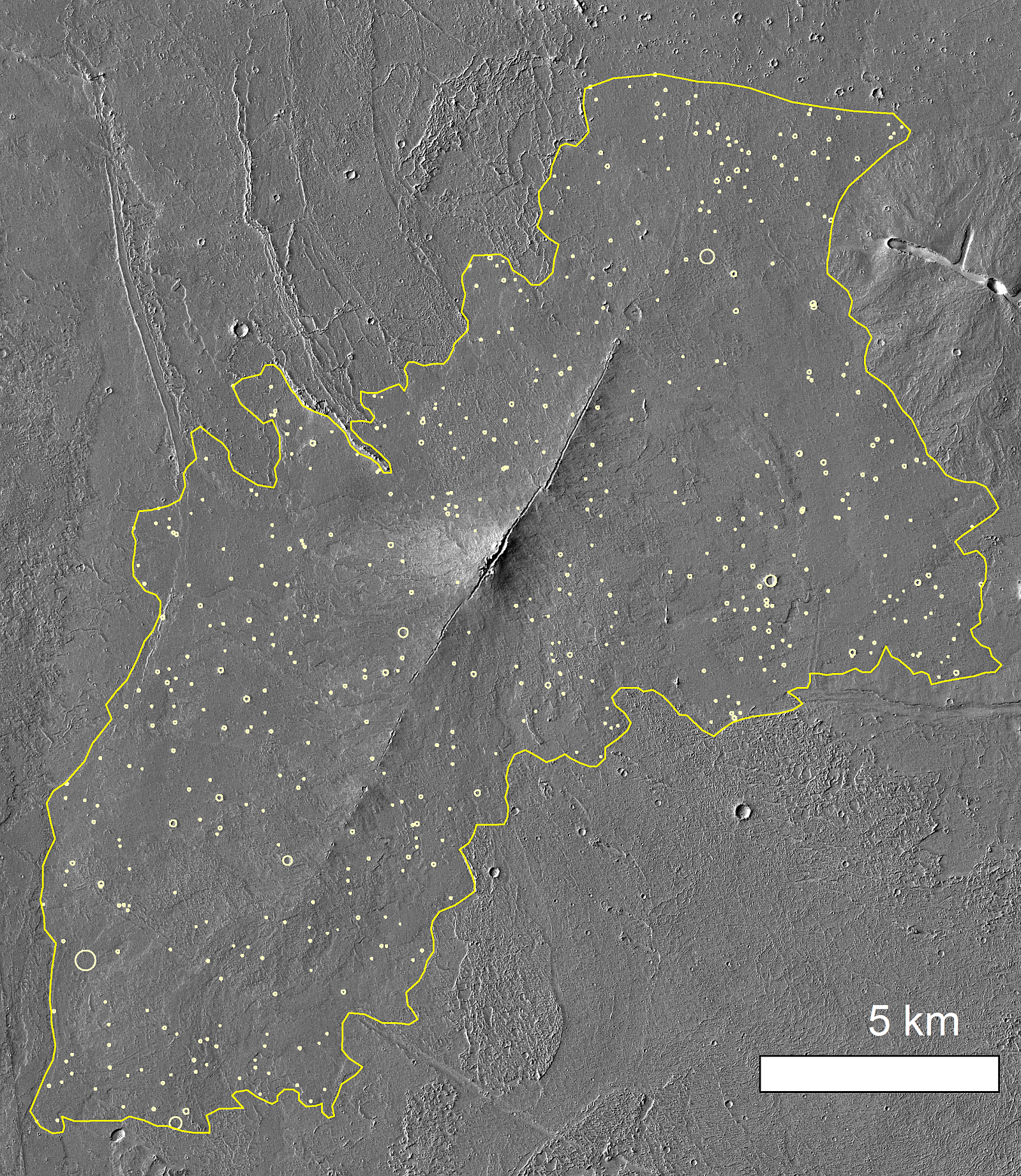
Kratertelling

Kratertellingen zijn tellingen van kraters op de oppervlakte van een hemellichaam. Deze tellingen zijn een manier om de ouderdom van de korst van het hemellichaam vast te stellen. Het is een methode van relatieve datering.
Wanneer een planeetkorst vormt door stolling van magma zal deze nog geen kraters bevatten. Hoe ouder de korst wordt, hoe groter de dichtheid van de kraters op het oppervlak is. Delen van het oppervlak van hetzelfde hemellichaam die meer kraters bevatten dan andere delen, zullen daarom ouder zijn.